# ATC代码 (C08)
ATC代码C08（钙通道阻断药）是解剖学治疗学及化学分类系统的一个药物分组，这是由世界卫生组织药物统计方法整合中心所制定的药品及其它医用产品的官方分类系统。分组C08是C心血管系统的一部分。
兽用代码（ATCvet码）可以在人用ATC代码前加Q字母：QC08等。
国家ATC分类可能包括列表中没有的其它分类，列表为世界卫生组织（WHO）版本。

## C08C 主要对血管产生影响的选择性钙通道阻断药（Selective calcium channel blockers with mainly vascular effects）

### C08CA二氢吡啶衍生物（Dihydropyridine derivatives）
C08CA01 氨氯地平（Amlodipine）
C08CA02 非洛地平（Felodipine）
C08CA03 伊拉地平（Isradipine）
C08CA04 尼卡地平（Nicardipine）
C08CA05 硝苯地平（Nifedipine）
C08CA06 尼莫地平（Nimodipine）
C08CA07 尼索地平（Nisoldipine）
C08CA08 尼群地平（Nitrendipine）
C08CA09 拉西地平（Lacidipine）
C08CA10 尼伐地平（Nilvadipine）
C08CA11 马尼地平（Manidipine）
C08CA12 巴尼地平（Barnidipine）
C08CA13 乐卡地平（Lercanidipine）
C08CA14 西尼地平（Cilnidipine）
C08CA15 贝尼地平（Benidipine）
C08CA16 氯维地平（Clevidipine）
C08CA55 硝苯地平，复方（Nifedipine, combinations）

### C08CX 主要对血管产生影响的其它选择性钙通道阻断药（Other selective calcium channel blockers with mainly vascular effects）
C08CX01 米贝拉地尔（Mibefradil）

## C08D 直接对心脏产生影响的选择性钙通道阻断药（Selective calcium channel blockers with direct cardiac effects）

### C08DA苯基烷基胺衍生物（Phenylalkylamine derivatives）
C08DA01 维拉帕米（Verapamil）
C08DA02 戈洛帕米（Gallopamil）
C08DA51 维拉帕米，复方（Verapamil, combinations）

### C08DB苯并硫卓衍生物（Benzothiazepine derivatives）
C08DB01 地尔硫卓（Diltiazem）

## C08E 非选择性钙通道阻断药（Non-selective calcium channel blockers）

### C08EA 苯基烷基胺衍生物（Phenylalkylamine derivatives）
C08EA01 芬地林（Fendiline）
C08EA02 苄普地尔（Bepridil）

### C08EX 其它非选择性钙通道阻断药（Other non-selective calcium channel blockers）
C08EX01 利多氟嗪（Lidoflazine）
C08EX02 哌克昔林（Perhexiline）

## C08G 钙通道阻断药和利尿药（Calcium channel blockers and diuretics）

### C08GA 钙通道阻断药和利尿药（Calcium channel blockers and diuretics）
C08GA01 硝苯地平和利尿药（Nifedipine and diuretics）